# KT-1 웅비
KT-1 웅비는 대한민국의 훈련기로, 대한민국 기술로 처음 제작한 군용 항공기이다. 전투기 조종사 후보생들이 기초 조종술을 익히기 위해 활용하는 훈련기로 사용된다.

## 역사
- 1988년 : 개발 결정
- 1996년 : 시험 비행
- 1999년 하반기 : 양산
- 2001년 : 인도네시아에 수출 결정 (12대)
- 2006년 : KA-1 배치 완료 (20대)
- 2007년 : 터키 수출 결정 (40대)

## 엔진
KT-1은 950 마력의 프랫 앤 휘트니 캐나다 PT6 터보프롭 엔진을 사용한다. 2007년 터키에 40대가 수출되었다. 터키 TAI는 KT-1과 비슷한 TAI 휴르커스를 개발해 2013년 8월 29일 초도비행에 성공, 2018년 판매를 시작했다. TAI 휴르커스는 1,600 마력의 프랫 앤 휘트니 캐나다 PT6A-62 터보프롭 엔진을 사용한다.
반면, 한국은 UH-60 블랙호크, AH-64 아파치, 대통령 전용헬기인 H-92 슈퍼호크, 수리온, CN-235 수송기 등에 1,500-3,000 마력의 제너럴 일렉트릭 T700을 사용한다. 대량사용으로 인한 정비의 편의성, 부품 공급 등을 고려하면, KT-1에도 제너럴 일렉트릭 T700 사용을 검토해 볼 수도 있을 것이다. 수리온은 엔진 정비의 편의성 때문에, 성능저하에도 불구하고 프랑스제 엔진을 채택하지 않고, 비용이 추가되는 설계변경까지 했다.

## 파생형
- KT-1: 기본형, 대한민국 공군에서 85대 도입
- KT-1C (XKT-1): 수출용 베이스 기체
- KT-1B: 인도네시아 수출형, 17대 생산
- KT-1T: 터키 수출형, 40대 생산[1]
- KA-1: 경공격기 겸 전술통제기. 대한민국 공군에서 20대 도입

## 수출

### 터키 (KT-1T)
2007년, 미국 레이시온의 T-6 텍산 II, 브라질 엠브라에르 EMB 314 슈퍼 투카노를 물리치고 훈련 및 정비 장비를 포함해 총 5억 달러에 40대를 주문받았다 . 국내생산 및 현지 생산을 통해 수출되며, 수출액 수는 대한민국 항공기 수출 사상 최대 규모이다 .

### 페루
2011년 5월, 대통령 특사로 페루를 방문한 이상득 국회의원이 페루 알란 가르시아 대통령과의 면담에서 KT-1과 KA-1의 페루 진출을 약속받았으며 2012년 11월 페루 국방부가 도입을 결정했다. KT-1의 페루 진출이 확정되면서, 인도네시아와 터키에 이어 세 번째 수출이 되며 KA-1의 첫 외국 수출이 되었다. 페루는 10대의 KT-1과 10대의 KA-1을 도입한다.

## 제원 (KT-1)

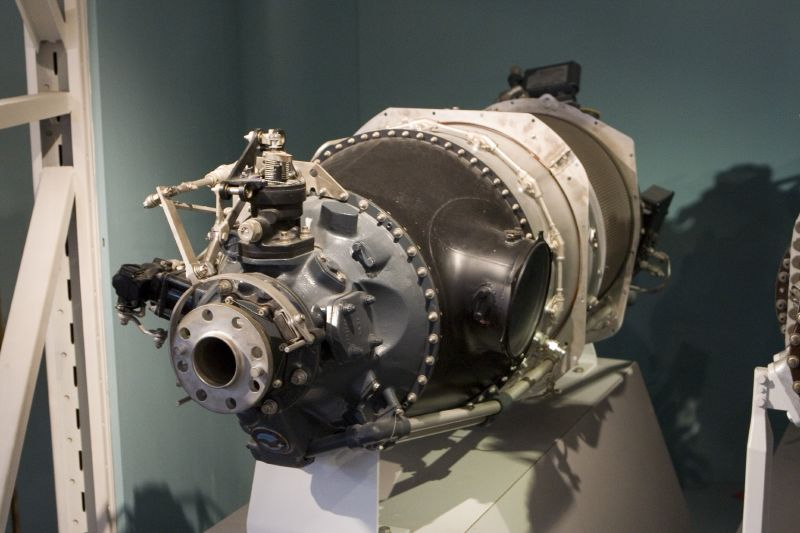
프랫 앤 휘트니 캐나다의 PT6 엔진. 수출경쟁기종인 투카노, 슈퍼투 투카노, PC-9, T-6 등이 모두 PT6엔진의 파생형 모델들을 각각 사용하고 있다.

총 1,047억원의 예산을 들여 개발하였으며, 국산화율은 품목대비 80.9%, 가격대비 60.4%이다.
일반 특성
- 승무원: 2
- 길이: 10.26 m ()
- 날개폭: 10.60 m ()
- 높이: 3.67 m (13.02 ft)
- 날개면적: 16.01 m² (172.3 sq ft)
- 공허중량: 1,872 kg (4,127 lb)
- 탑재중량: 2,422 kg ()
- 최대이륙중량: 2,495 kg (5,500 lb)
- 엔진: 1× Pratt & Whitney Canada PT6A-62, 950 hp (708 kW)

성능
- 최대속도: 648 km/h (350 knots)
- 항속거리: 1,688 km (900 n mi)
- 상승한도: 11,580 m (38,000 ft)
- 상승률: 16.2 m/s (3,180 ft/min)

## 사용국가
- 대한민국 : 84 + 20
- 인도네시아 : 17
- 튀르키예 : 55
- 페루 : 20
- 세네갈 : 4

### 경쟁기종
- 필라투스 PC-7 - 스위스산
- 필라투스 PC-9 - 스위스산
- PZL-130 Orlik
- T-6 텍산 II - 미국산. 필라투스 PC-9을 개조한 것임
- 엠브라에르 EMB 312 투카노 - 브라질산
- 엠브라에르 EMB 314 슈퍼 투카노 - 브라질산
- 쇼트 투카노 - 영국산. 투카노를 라이센스 생산한 것임

## 같이 보기
- KA-1 - KT-1을 전술통제기로 개조했다.
- XKT-1 - 수출용 KT-1 개량형.
- T-50 골든이글
- 대한민국 공군